# Gevers

Geslachtswapen Gevers (1815)

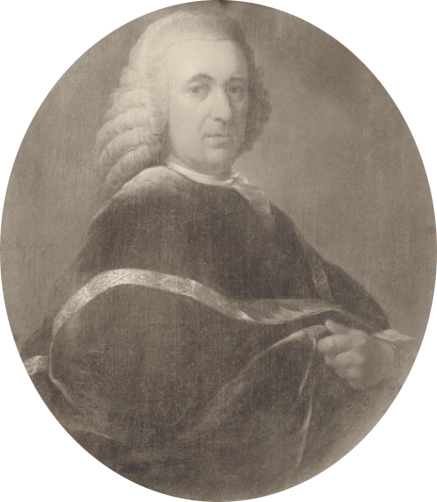
Abraham Gevers (1712-1780), stamvader van de vijf adellijke takken, toegeschreven aan Dionys van Nijmegen (1766)

Gevers (ook: Gevers Deynoot, Gevers Leuven en Gevers van Endegeest) is een regenten-, later adellijke familie in Nederland.

## Geschiedenis
De stamvader van het Nederlandse geslacht Gevers is Hendrik Gevers, schout van Wachtendonk die tussen 1563 en 1576 vermeld wordt. Zijn zoon Jan Hendricxz Gevers (overleden 1611), week vanwege het oorlogsgeweld uit naar de Nederlanden en vestigde zich als kaarsenmaker en vettewarier in Rotterdam. Hij kocht een huis aan de Blaak en woonde ook in "Het Root Scharlaken" in de Kipstraat.
Verschillende van zijn nakomelingen zouden een belangrijke rol in het bestuur van de stad Rotterdam spelen. Een kleinzoon van de laatste, Abraham Gevers (1629-1717), was de eerste met bestuursfuncties in Rotterdam, en was de grootvader van Abraham Gevers (1712-1780). Deze laatste trouwde tweemaal, de eerste keer met Keno Deynoot (1714-1748), waarna later de naam Gevers Deynoot ontstond, de tweede keer met Catharina Wilhelmina van der Staal, vrouwe van Kethel en Spaland (1736-1806) die beide heerlijkheden in dit geslacht bracht. Vijf zonen uit deze twee huwelijken zijn de stamvaders van vijf onderscheiden adellijke takken, waarvan anno 2000 de oudste en middelste waren uitgestorven.
Tussen 1815 en 1906 werden telgen uit dit geslacht verheven in de Nederlandse adel; in 1857 werd aan jhr. Johan Cornelis Gevers (1806-1862) de titel van baron verleend, overgaande bij eerstgeboorte. Bij de verschillende adelsbesluiten werden steeds opnieuw wapens vastgesteld.
Vele telgen speelden in de 19e en 20e eeuw een rol op bestuurlijk vlak, op lokaal, provinciaal en nationaal niveau. Daarnaast waren enkele telgen (top)diplomaten. Anno 1993 kende het geslacht talrijke nakomelingen. Chef de famille was toen jhr. Hugo Paul Gevers Deynoot (1943), uit de tweede tak.
Leden van de familie Gevers waren in het bezit van onder andere Kasteel Endegeest en Kasteel Marquette.

## Enkele telgen

### Oudste tak

#### Geschiedenis

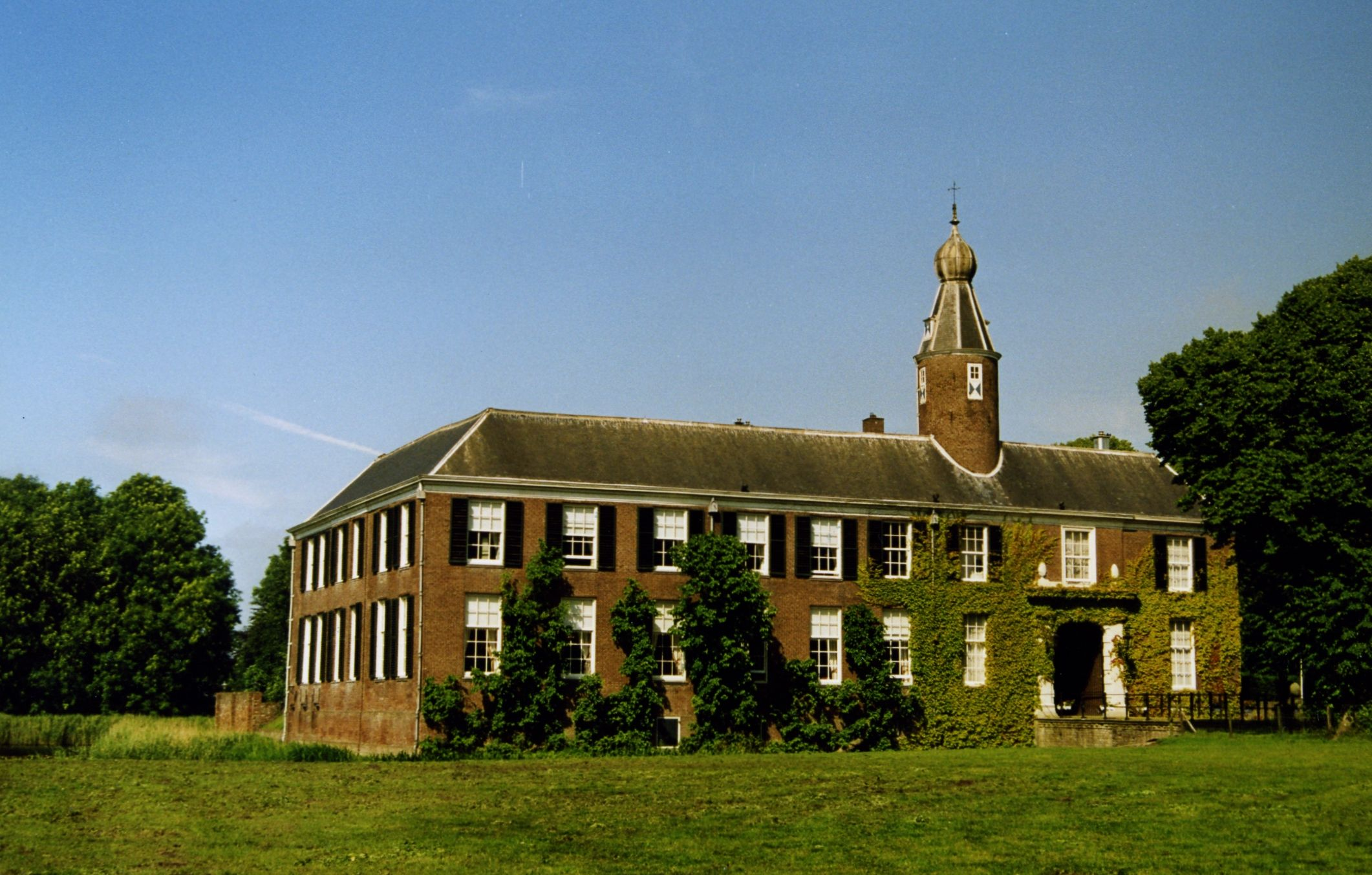
Kasteel Marquette (2010)

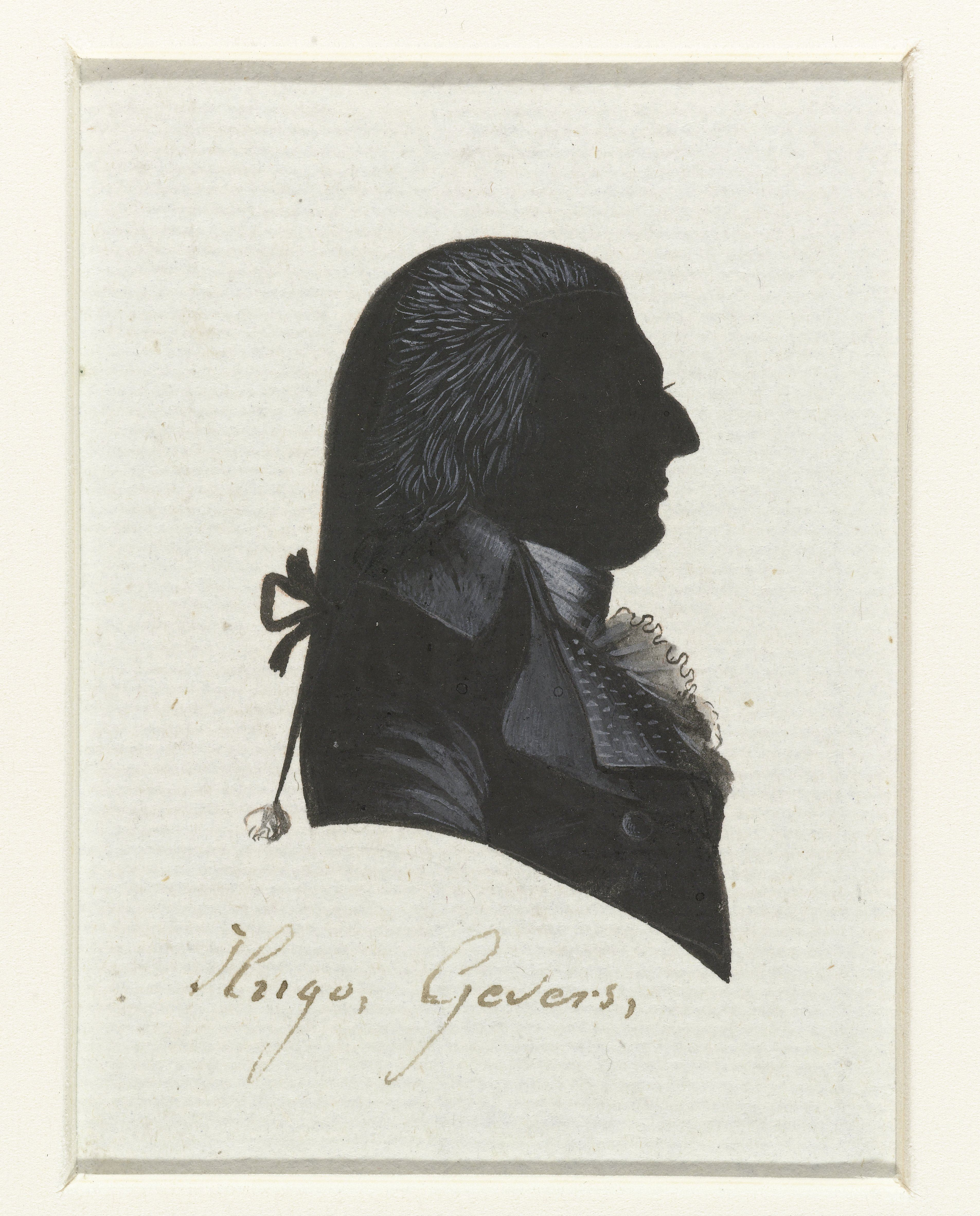
Mr. Hugo Gevers (1765-1852) in 1796

De oudste tak bleef aanvankelijk in Rotterdam maar nam later bestuursfuncties op lokaal en provinciaal niveau op, elders in Holland. Door een huwelijk in 1855 kwam kasteel Marquette in dit geslacht. Tot 1989 leverde deze tak de chef de famille, toen de laatste mannelijke telg van deze tak overleed.

#### Enkele telgen
Abraham Gevers (1712-1780), burgemeester van Rotterdam
- Mr. Paulus Gevers (1741-1797), onder andere vroedschap van Rotterdam
  - Abraham Gevers (1762-1818), lid van de Tweede Nationale Vergadering en van het Wetgevend Lichaam
  - Mr. Hugo Gevers (1765-1852), onder andere lid van de Eerste en Tweede Nationale Vergadering en burgemeester van Dordrecht
    - Jhr. Abraham Gevers (1795-1844), koopman
      - Jhr. Jan Hugo Gevers (1829-1891); trouwde in 1855 met jkvr. Pauline Rendorp, vrouwe van Heemskerk en Marquette (1829-1909)
        - Jhr mr. Abraham Daniel Theodore Gevers, heer van Kethel en Spaland (1856-1896), burgemeester van Noordwijkerhout
        - Jhr. mr. Hugo Gevers, heer van Heemskerk en Marquette (1858-1921), burgemeester van Heemskerk en lid van Provinciale Staten van Noord-Holland
          - Jhr. Abraham Daniël Theodore Gevers (1901-1989), bewoner van Marquette, laatste mannelijke telg van de oudste tak

        - Jkvr. Sophie Geertruida Françoise Gevers (1860-1942); trouwde in 1882 met jhr. Gerard Salomon Boreel (1855-1938), burgemeester, lid provinciale en gedeputeerde staten van Noord-Holland

#### Wapen (1842)
Als 1815 [jongste tak]; het schild alleen gedekt met een rangkroon, schildhouders twee wildemannen van natuurlijke kleur, groen omgord, houdende met de buitenste hand een knots van natuurlijke kleur bij de voet, het geheel geplaatst op een grasgrond; wapenspreuk: HORA RUIT ("De tijd gaat snel") in zwarte letters op een wit lint.

### Tak Gevers Deynoot

#### Geschiedenis

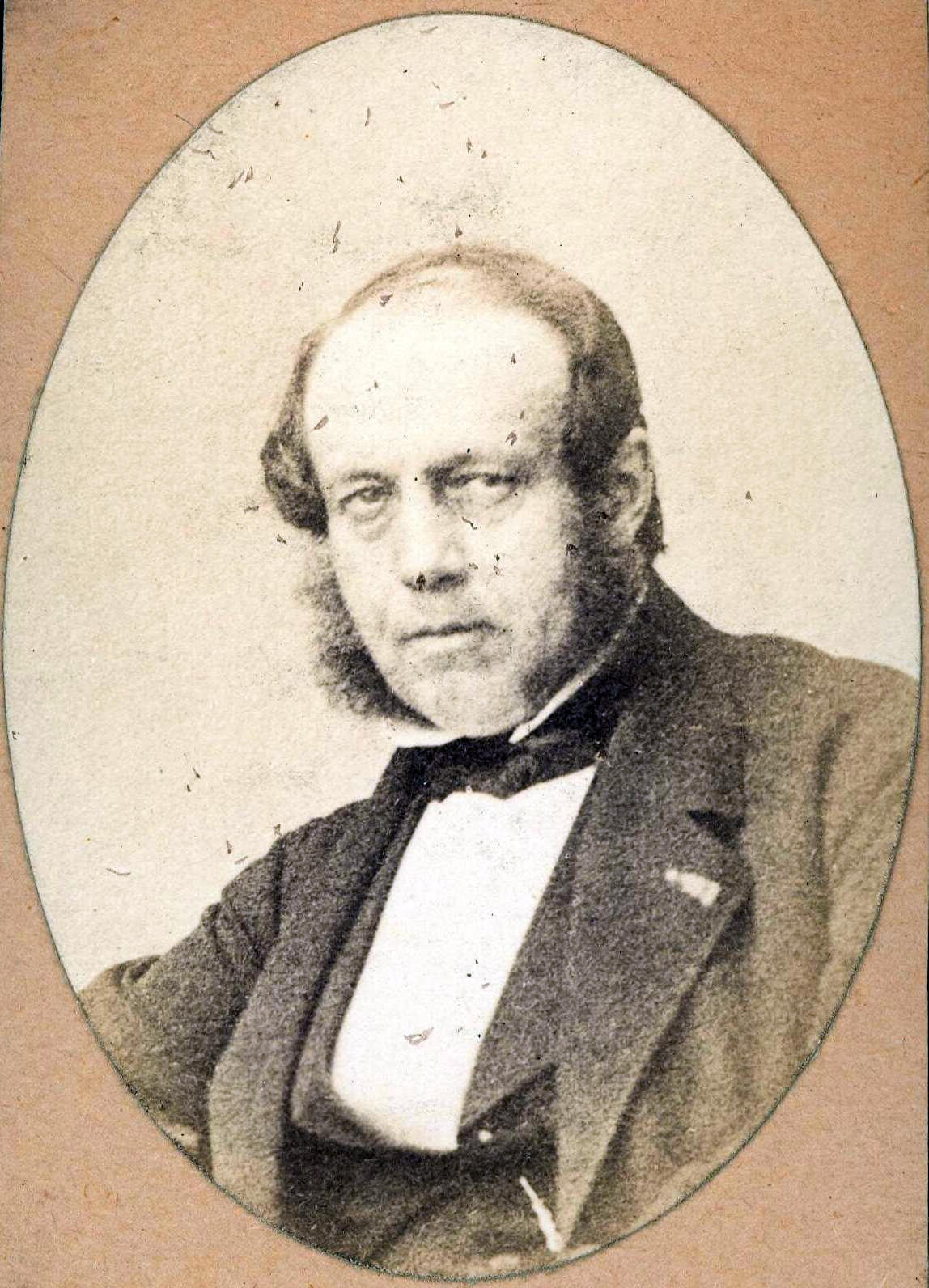
Jhr. mr. François Gerard Abraham Gevers Deynoot (1814-1882), burgemeester van Den Haag

De stamvader van deze tak, tweede zoon van Abraham Gevers (1712-1780), nam de naam Gevers Deynoot aan (ook wel later: Gevers Deijnoot). Aanvankelijk bleef ook deze tak in Rotterdam maar ging vervolgens bestuursfuncties elders vervullen op lokaal, provinciaal en nationaal niveau. Sinds 1989 levert deze tak de chef de famille.

#### Enkele telgen
Abraham Gevers (1712-1780), burgemeester van Rotterdam
- Mr. Adriaan Gevers Deynoot (1742-1795), schepen van Schieland, vroedschap van Rotterdam
  - Jhr. mr. Abraham Gevers Deynoot (1776-1845), lid van de raad van Rotterdam, vicepresident arrondissementsrechtbank van Rotterdam
    - Jhr. mr. Dirk Rudolph Gevers Deynoot (1807-1877), kantonrechter in Rotterdam, lid Provinciale Staten van Zuid-Holland, mede-oprichter van de Hollandsche Maatschappij van Landbouw.
    - Jhr. mr. Willem Theodore Gevers Deynoot (1808-1879), lid van de Tweede Kamer
    - Jhr. Adriaan Willem Anne Gevers Deynoot (1811-1898), generaal-majoor
      - Jhr. Willem Anton  Gevers Deynoot (1845-1910), generaal-majoor
        - Jhr. Dirk Rudolph Gevers Deynoot (1880-1939), officier, lid gemeenteraad en wethouder van De Bilt
          - jhr. Willem Anne Gevers Deijnoot (1906-1969), officier, werkzaam bij de Rijkspolitie en laatstelijk conservator bij het CBG Centrum voor familiegeschiedenis en publicist
            - Jhr. Hugo Paul Gevers Deynoot (1943), directeur BV, chef de famille
            - Jkvr. Digna Wendela Gevers Deijnoot (1947), beeldhouwster

    - Jhr. mr. François Gerard Abraham Gevers Deynoot (1814-1882), burgemeester van Den Haag
      - Jhr. mr. Pieter Hendrik Gevers Deynoot (1848-1899), directeur van het Kabinet der Koningin
      - Jhr. François Gerard Abraham Gevers Deynoot (1860-1926), burgemeester van Kethel en Spaland

#### Wapen (1837)
Gevierendeeld; 1 en IV als (1815) [jongste tak]; II gedeeld, a in goud drie ossekoppen, ieder overtopt met een ster, alles van zwart (Deynoot), b in rood een zilveren schuinkruis, vergezeld boven van drie gouden sterren, beneden van een gouden ladder met drie sporten, het kruis en de ladder de benedenrand rakende (Capas), III gedeeld, a als II b, b als II a. Een halfaanziende helm, wrong als (1815), korte gouden dekkleden; helmteken: als (1815); schildhouders twee wildemannen als (1815), beide met de buitenste hand de knots over de schouder houdende, het geheel geplaatst op een grasgrond, wapenspreuk: CONSTANS AC FORTIS ("Standvastig en sterk") in zwarte letters op een wit lint.

### Tak Gevers van Endegeest

#### Geschiedenis

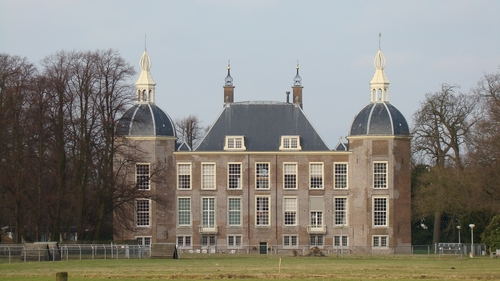
Kasteel Endegeest (2009)

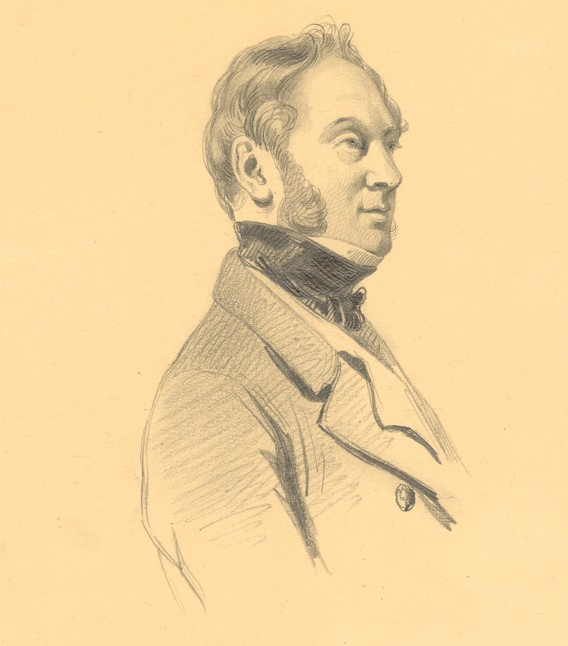
Jhr. mr. Daniël Théodore Gevers (1793-1877) door Nicolaas Pieneman (1843)

Een volgende zoon van de stamvader verwierf in 1800 kasteel Kasteel Endegeest waarna sommige telgen de naam Gevers van Endegeest gingen voeren of verkregen. Deze tak leverde bestuurders op provinciaal en nationaal niveau. Enkelen trokken naar Nederlands-Indië. Deze tak stierf in 2000 uit.

#### Enkele telgen
Abraham Gevers (1712-1780), burgemeester van Rotterdam
- Jhr. mr. Dirk Cornelis Gevers, heer van Endegeest, Kethel en Spaland (1763-1839), schepen van Schieland, secretaris en pensionaris van Rotterdam en onderprefect van Leiden
  - Jhr. Marius Bennudinus Helenus Wilhelmus Gevers, heer van Kethel en Spaland (1780-1873), lid en president van de Algemene Rekenkamer
    - Jkvr. Johanna Henriëtta Mellina Bennudina Cornelia Gevers, vrouwe van Kethel en Spaland (1829-1888)

  - Jhr. mr. Daniël Théodore Gevers, heer van Endegeest (1793-1877), minister
  - Jhr. mr. Adriaan Leonard van Heteren Gevers (1794-1866), lid van Provinciale en Gedeputeerde Staten van Zuid-Holland
    - Jhr. mr. Dirk Adolph Gevers (1821-1859), theeplanter
      - Jhr. Leonard Adrien Charles Gevers, heer van Endegeest (1858-1913), ambtenaar
        - Jkvr. Henriëtte Gevers van Endegeest (1912-2000), laatste telg van deze tak

#### Wapen (1827)
Als (1815) [jongste tak], maar de helm halfaanziend, geen dekkleden, de vlucht blauw met de uiteinden van de veren zilver, als schildhouders twee omziende gouden leeuwen, rood getongd, als voetstuk een grasgrond en geen wapenspreuk.

### Tak Gevers Leuven

#### Geschiedenis
Deze tak ontstond door een volgende zoon van de stamvader en leverde vooral militairen, ambtenaren en een burgemeester. In de jongste generaties werden zij werkzaam in het bedrijfsleven.

#### Enkele telgen
Abraham Gevers (1712-1780), burgemeester van Rotterdam
- Aernout Johannes Gevers Leuven (1767-1826), vendrig schutterij van Rotterdam
  - Theodore Gevers Leuven (1801-1869), officier
    - Jhr. Aernout Cornelis Theodore Gevers (1830-1889), burgemeester van Doesburg (verkreeg naamswijziging tot Gevers in 1884)

#### Wapen (1883)
Als (1827) maar met dekkleden zilver en blauw, het geheel geplaatst op een gouden arabesk.

#### Wapen (1905, 1906)
Gevierendeeld; I en IV als (1815) [jongste tak]; II en III opnieuw gevierendeeld; a en d in groen een gouden beker; b en c in rood een groene geplante plant met zes groene bladeren, drie aan elke zijde met drie driebladige purperen bloemen, één aan top en één aan weerszijden (Leuven). Twee helmen, de rechter als (1815), maar de vlucht van zilver en blauw, de linker met een kroon van drie bladeren en twee parels; dekkleden goud en groen; helmteken een uitkomende zwarte leeuw, rood getongd en genageld, tussen een vlucht van goud en groen; schildhouders twee omziende gouden leeuwen, rood getongd; het geheel geplaatst op een grijsgroene arabesk; wapenspreuk: als (1815).

### Jongste tak

#### Geschiedenis

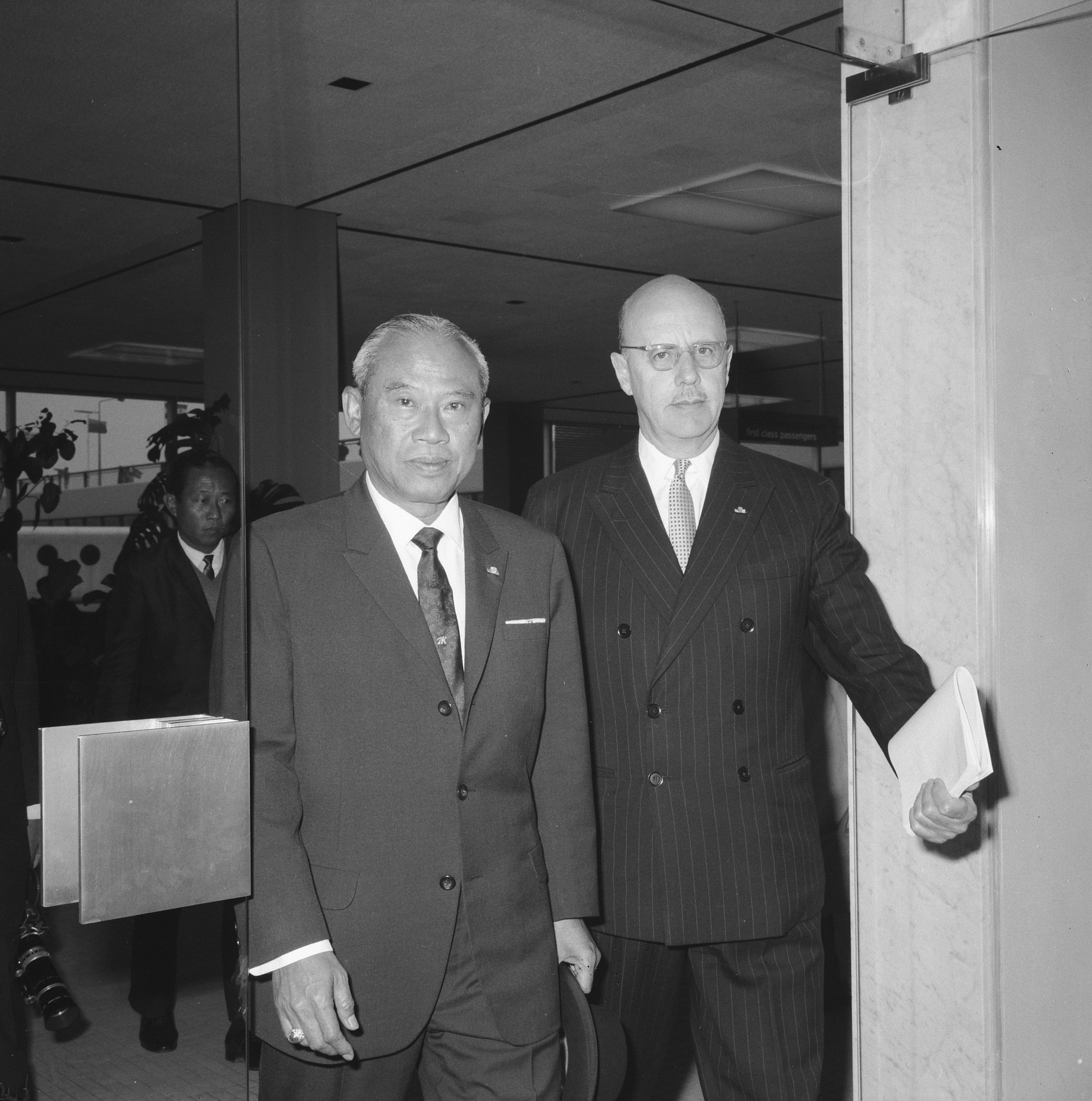
Thais premier Thanom Kittikachorn met ambassadeur Willem baron Gevers (1911-1994) in 1968 op Schiphol

Deze jongste tak heeft als stamvader een Tweede Kamerlid die tevens de eerste van het geslacht was die in de adelstand werd verheven. In latere generaties leverde het geslacht diplomaten en hofdienaren. Deze tak was anno 1993 de meest uitgebreide, en was in het verleden ook deels gevestigd in Nederlands-Indië.
De eerste ambassadeur verkreeg in 1857 op verzoek de titel van baron, overgaande bij eerstgeboorte. Soortgelijke verzoeken werden wel meer gedaan door ongetitelde diplomaten in het buitenland. Dit verzoek werd door de Koning gehonoreerd, zonder dat er een advies van de Hoge Raad van Adel aan voorafging.

#### Enkele telgen
Abraham Gevers (1712-1780), burgemeester van Rotterdam
- Jhr. mr. Claudius Pieter (Piet) Gevers (1770-1836), koopman, regent en Tweede Kamerlid
  - Johan Cornelis baron Gevers (1806-1872), ambassadeur
    - Willem Alexander Frederik baron Gevers (1856-1927), ambassadeur
      - Mr. Willem Johan Gijsbert baron Gevers, heer van Kethel en Spaland (1911-1994), ambassadeur, olympisch bobsleeër
        - Willem Alexander Frederik baron Gevers (1942-2009), investment banker
          - Frederik Willem Gijsbert baron Gevers (1979)

  - Jhr. Dirk Mari Gevers (1811-1877), officier
    - Jhr. Karel Hendrik Gevers (1855-1905), juwelier, bediende koffiehuis
      - Jhr. Charles Emile Alexandre Gevers (1886-1977), korenmolenaar
        - Jhr. dr. ir. Matthijs Gevers (1912-1993), adjunct-directeur van het natuurkundig laboratorium van Koninklijke Philips Electronics N.V.
          - Jhr. Arnoldus Johannes Gevers (1949), archivaris en publicist

#### Wapen (1815)
Een aanziende helm; wrong en dekkleden: zilver gevoerd van blauw; helmteken: de lelie van het schild tussen een zilveren vlucht; schildhouders: rechts een wildeman van natuurlijke kleur, groen omkranst en omgord, houdende met de rechterhand een knots van natuurlijke kleur bij de voet, links een omziende gouden leeuw; het geheel geplaatst op een bruin voetstuk op een dito arabesk; wapenspreuk: SEMPER IDEM in zwarte letters op een wit lint.

#### Wapen (1857)
Als 1815, maar de helm halfaanziend en de arabesk goud.

## Geslachtswapens
NB: sommige wapentekeningen wijken af van de wapenbeschrijvingen. Hier zijn de tekeningen gevolgd zoals opgenomen in het Wapenregister van de Nederlandse adel. Hoge Raad van Adel 1814-2014 (2014).

1815
1827
1837
1842
1857
1883
1905 en 1906